# HD 139664
HD 139664 – podolbrzym położony w gwiazdozbiorze Wilka przy granicy z Węgielnicą, oddalony od Ziemi o około 57 lat świetlnych. Na niebie umiejscowiony jest dokładnie pomiędzy gwiazdą ε Lup a δ Nor. Gwiazdę otacza dysk pyłowy porównywalny do Pasa Kuipera z Układu Słonecznego.

## Charakterystyka
HD 139644 jest gwiazdą ciągu głównego. Z racji na swoją masę (1,29 M☉) oraz temperaturę powierzchni wynoszącą 6636 K zaliczana jest do podolbrzymów. Promień tejże gwiazdy wynosi prawie miliard kilometrów i stanowi 1,42 R☉.
Obserwowana wielkość gwiazdowa HD 139664 wynosi 4,64m, czyli gwiazda ta widoczna jest gołym okiem. Absolutna wielkość gwiazdowa wynosi 3,43m (dla porównania, dla Słońca wartość ta wynosi 4,83m).

## Dysk pyłowy

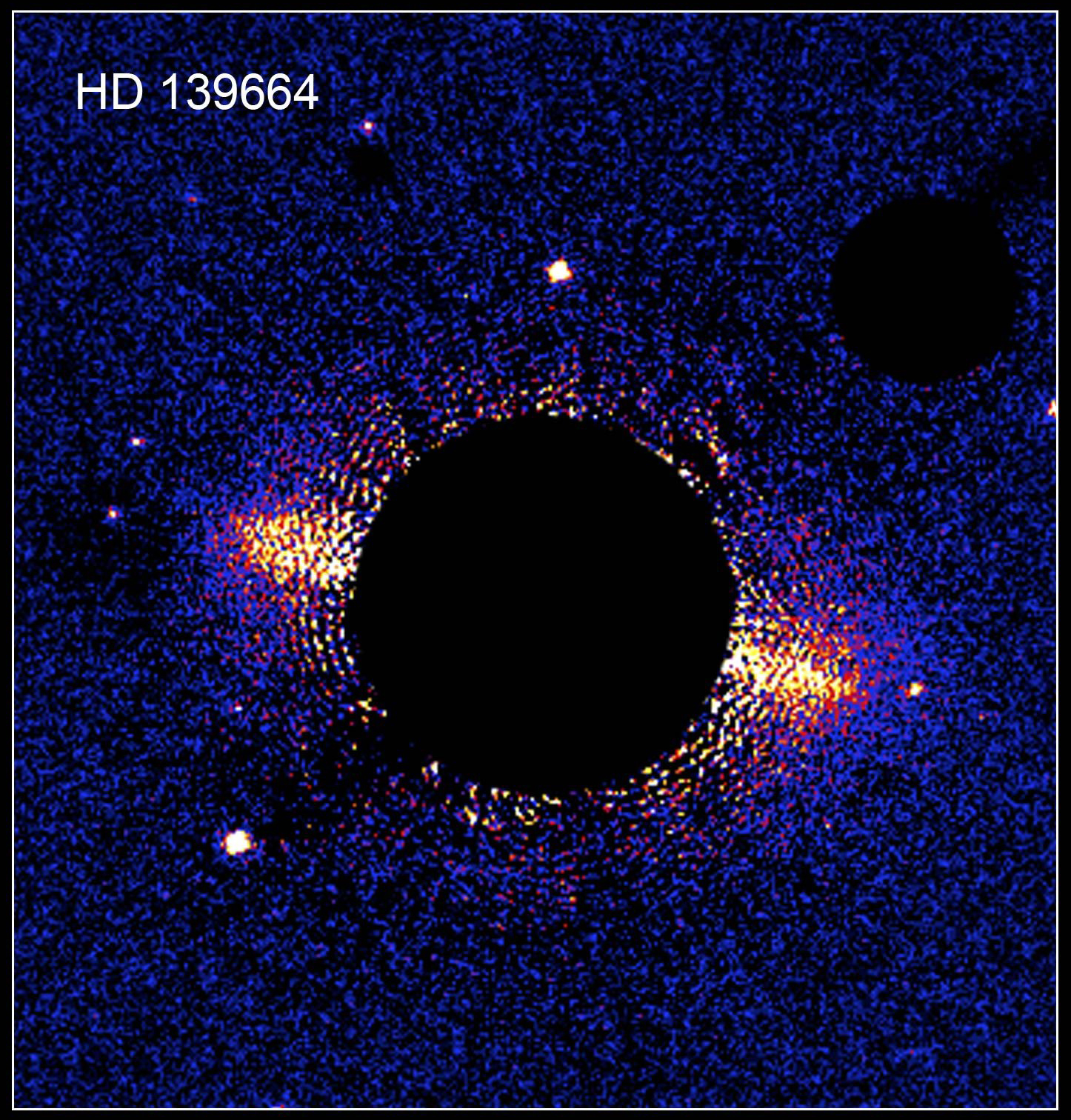
Zdjęcie dysku pyłowego otaczającego HD 139664 wykonane przez ACS.

W 2006 roku grupa astronomów kierowana przez Paula Kalasa z Uniwersytetu Kalifornijskiego w Berkeley zaprezentowała wyniki przeglądu 22 bliskich Słońcu gwiazd. Obserwacje prowadzone za pośrednictwem Advanced Camera for Surveys (ACS) znajdującej się na wyposażeniu teleskopu Hubble'a miały na celu zarejestrowanie i zbadanie hipotetycznych dysków pyłowych będących odpowiednikami Pasa Kuipera z Układu Słonecznego. Badania przyniosły oczekiwane rezultaty w przypadku HD 139664 oraz HD 53143.
Dysk okalający HD 139664 to wąski pas pyłu rozciągający się między 60 au a 109 au. Największą gęstość osiąga w okolicy 83 au. Budową podobny jest do dysku odkrytego przy gwieździe Fomalhaut, jego ostro zakończona zewnętrzna krawędź sugeruje istnienie niewidocznego towarzysza okrążającego HD 139664. Byłby on odpowiedzialny za utrzymanie spójności dysku, tak jak księżyce pasterskie wyrównują i utrzymują w porządku krawędzie pierścieni Saturna i Urana.